# ポール・ウェブスター (映画プロデューサー)
ポール・ウェブスター（1952年9月19日 - ）は、イングランドの映画プロデューサー。『プライドと偏見』や『つぐない』などの作品を手がけている。

## フィルモグラフィー

### 映画
- 彼女がステキな理由 The Tall Guy （1989年）
- フィービー・ケイツの私の彼は問題児（ドドンパ） Drop Dead Fred （1991年）
- ボブ★ロバーツ/陰謀が生んだ英雄 Bob Roberts （1992年）
- 蜘蛛女 Romeo Is Bleeding （1993年）
- リトル・オデッサ Little Odessa （1994年）
- ハッピィブルー The Pallbearer （1996年）
- グリッドロック Gridlock'd （1997年）
- 裏切り者 The Yards （2000年）
- ラッキー・ブレイク Lucky Break （2001年）
- シャーロット・グレイ Charlotte Gray （2001年）
- 戦争のはじめかた Buffalo Soldiers （2001年）
- 帽子を脱いだナポレオン The Emperor's New Clothes （2001年）
- 家族のかたち Once Upon a Time in the Midlands （2001年）
- ミランダ Miranda （2002年）
- アンビリーバブル It's All About Love （2003年）
- クロムウェル〜英国王への挑戦〜 To Kill a King （2003年）
- モーターサイクル・ダイアリーズ Diarios de Motocicleta （2004年）
- プライドと偏見 Pride & Prejudice （2005年）
- つぐない Atonement （2007年）
- イースタン・プロミス Eastern Promises （2007年）
- ディズニーネイチャー/フラミンゴに隠された地球の秘密 The Crimson Wing: Mystery of the Flamingos （2008年）
- ペティグルーさんの運命の1日 Miss Pettigrew Lives for a Day （2008年）
- ブライトン・ロック Brighton Rock （2010年）
- 砂漠でサーモン・フィッシング Salmon Fishing in the Yemen （2011年）
- アンナ・カレーニナ Anna Karenina （2012年）
- ハミングバード Hummingbird （2013年）
- オン・ザ・ハイウェイ その夜、86分 Locke （2013年）
- PAN 〜ネバーランド、夢のはじまり〜 Pan （2015年）
- キュリー夫人 天才科学者の愛と情熱 Radioactive (2019年)
- スペンサー ダイアナの決意 Spencer （2021年）